# Limenas Thasou
Limenas Thasou (griechisch Λιμένας Θάσου ‚Hafen von Thasos‘, auch kurz Limenas, amtlich Thasos (griechisch Θάσος), unter osmanischer Herrschaft Limanchisar griechisch Λιμάνχισαρ) genannt, ist der Hafen- und Hauptort der Insel Thasos und Verwaltungssitz der gleichnamigen Gemeinde, gelegen im Nordosten der Insel. Zur Ortschaft Thasos (Topiki Kinotita Thasou) zählen neben Limenas die Siedlungen Glyfada (Γλυφάδα) und Makryammos (Μακρυάμμος). Die kürzeste Verbindung zum Festland ist die 35-minütige Überfahrt nach Keramoti.
An Industrien sind Marmorgewinnung- und -verarbeitung sowie Olivenölproduktion vorhanden. Der Hafen ist Hauptein- und Ausreiseplatz für Thasos-Touristen, Verschiffungsplatz für thasischen Marmor und Güterumschlagplatz.
Die Stadt lebt hauptsächlich vom Tourismus. Anziehungspunkte sind die antiken Stätten und das Museum, kulturelle Veranstaltungen im antiken Theater, die Strände im Ortsbereich, sowie in Glyfada und Makryammos.

## Geschichte von Limenas

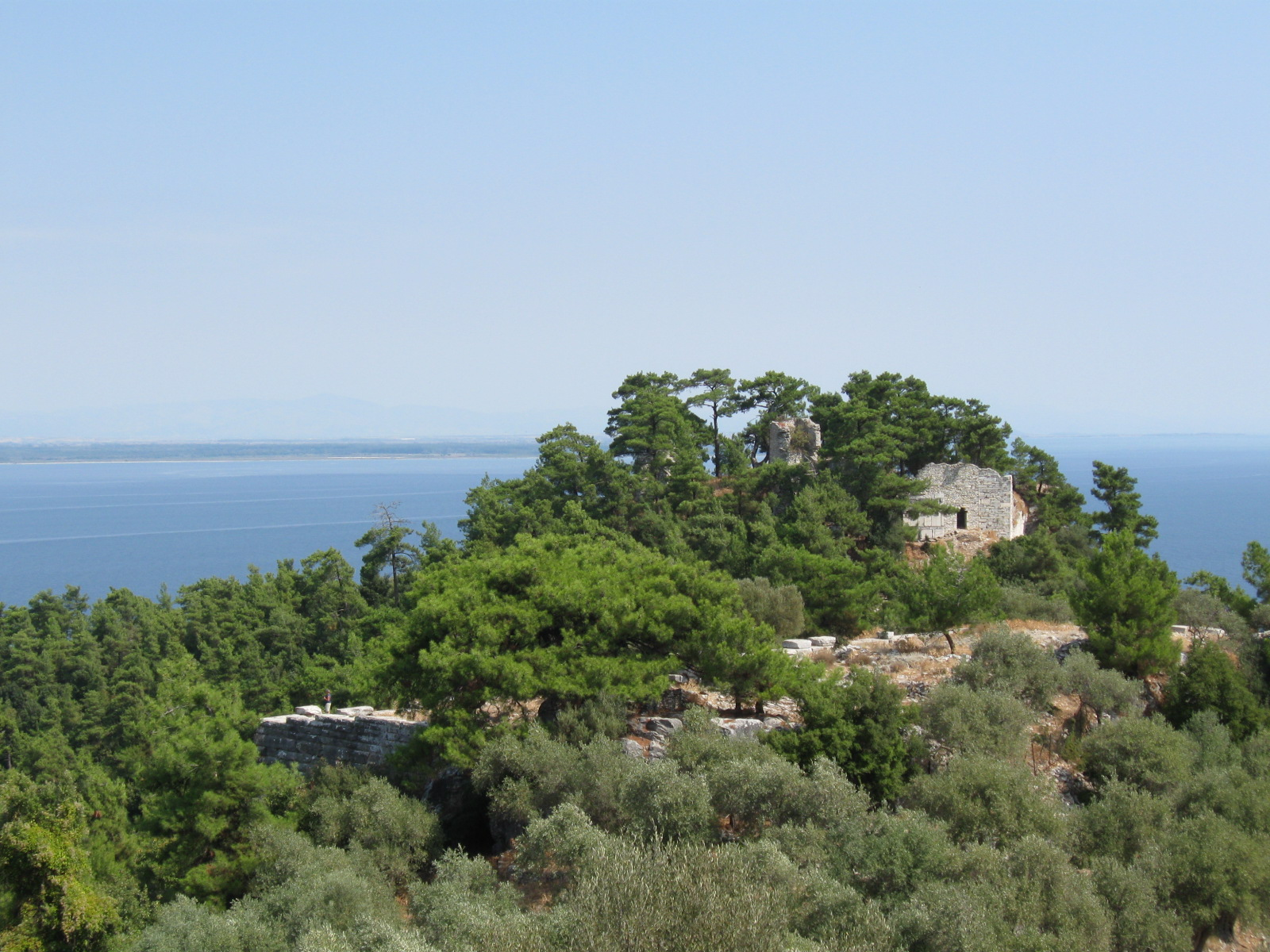
Akropolis-Zitadelle, im Vordergrund Athenaion-Plateau, aus Südwest

Die antike Stadt Thasos war verfallen und blieb über sieben Jahrhunderte verlassen, vergessen und ohne Namen. Die Einwohner hatten sich infolge der andauernden Piratenüberfälle in die Berge – hauptsächlich in die Orte Panagia und Potamia – zurückgezogen. Genutzt wurde im ehemaligen Ortsbereich eine Bootsanlegestelle westlich des versandeten antiken Kriegshafens, bezeichnet als Hafen (Σκάλα) von Panagia, auch Hafen von Palaiokastro oder von Pyrgos oder auch als der Limenas (der Hafen (ο λιμένας)) genannt. Die Ebene westlich der Stadtmauern wurde von Einwohnern aus Panagia landwirtschaftlich genutzt.
Neues Leben kam im Laufe des Vierten Kreuzzuges in den Bereich der antiken Stadt. Vermutlich um 1123 erschien der plündernde venezianische Doge Domenico Michiel und 1204 der Doge Enrico Dandolo mit ihren Kreuzfahrern auf der Insel. Sie nutzten den Hafen Panagia als Basis für ihre Unternehmungen. Dandolo ließ im östlichen Bereich der Akropolis auf dem Pythion-Plateau aus den Trümmern der dortigen Tempelanlagen eine Zitadelle errichten. Die noch zum Großteil erhaltenen antiken Stadtmauern wurden ebenfalls von den Venezianern verstärkt. Der Ortsbereich blieb von den Venezianern vermutlich bis 1278 besetzt. Mit dem Bau und der Nutzung der Zitadelle war im Gipfelbereich und im nördlichen Abhang des Burgberges die Ansiedlung von 600 bis 800 Menschen verbunden.
Die Byzantiner stationierten 1261 eine Flotteneinheit im antiken Hafen der Stadt. Diesen hat Michael VIII. Palaiologos dann bis 1264 als Flottenstützpunkt genutzt. Es wird angenommen, dass auch ihm damals die Zitadelle auf der Akropolis als Residenz zur Verfügung stand.
Hafen und Burg wurden 1307 vom genuesischen Condottiere Tedisio Zaccaria in Besitz genommen. Er restaurierte die Burg, legte am Zugang zum Burghof einen Wach- und einen Empfangsraum, im Nordwesten einen zweiten Zugang, sowie im nördlichen Hofbereich zwei Zisternen und eine Kapelle an.
Die Bithynier Alexis und sein Bruder Johannes erhielten um 1341 den Auftrag, die Nordägäis von serbischem Einfluss zu schützen. Sie überfielen und plünderten unter anderem Kavala und Thasos und wählten die Insel als Stützpunkt für ihre Raubzüge. Kaiser Johannes V. Palaiologos belehnte sie 1357 erbrechtlich mit Kavala und Thasos. Sie befestigten den antiken Kriegshafen der Insel zusätzlich durch den Bau einer Hafenzitadelle, die sich vom Meerestor über die Hafenmauer bis über die nordwestliche Säulenhalle der Agora erstreckte. Bis 1394 residierten sie in der Veste am Hafen und in der Akropolisburg.
Cristoforo Buondelmonti, der vermutlich erste frühe Reisende, der die Insel 1419 besuchte, erwähnte die Gattilusio als die Seigneurs der befestigten Stadt Thasos, die 1414 von Sultan Mahmud II. mit der Insel belehnt worden waren. Die Genuesen verstärkten die Zitadelle auf der Akropolis am südwestlichen Zugang zusätzlich durch zwei Bastionen und vor der Westmauer zwischen den Türmen durch ein Glacis. Cyriakus von Ancona reiste 1442 über den Hafen von Panagia  (die damalige Bezeichnung des antiken Hafens der Stadt Thasos) an. Er bezeichnete die antike Stadt Thasos als die „in Trümmer gefallene Stadt“ und bewunderte insbesondere die in großen Teilen noch erhaltene marmorne Stadtmauer mit ihren Türmen und Toren. Er entzifferte zahlreiche Inschriften, unter anderen die Namen von Archonten und Theoren der antiken Stadt und die Inschriften auf einer Großzahl von Sarkophagen, Grabstelen und Monumenten innerhalb und außerhalb der Mauern. Er bewunderte die dreißig noch gut erhaltenen marmornen Sitzreihen des großen Amphitheaters und die prunkvolle Zitadelle auf der Akropolis. Dort traf er auf Francesco III., Sohn von Dorino I. Gattilusio, der in Mithymna auf Lesbos residierte. Als Verwalter (lat. podesta) traten die hochgeborenen Umberto und Carlo Grimaldi auf. Von ihnen wurde die Hafenfeste mit einem 28 m hohen Turm ausgestattet. Stadt und Insel wurden schließlich 1455 von den Gattilusio verlassen.
Als die Stadt 1459 nach langer Belagerung der Hafen-Zitadelle von Kapudan Pascha Zagan eingenommen wurde, kam es zur Deportation vieler Bewohner. Nach der Übernahme durch die Osmanen wurde der Ort 1519 mit Limanchisar (Λιμάνχισαρ) bezeichnet. Die byzantinischen Beamten und Siedler verließen Stadt. Der teilweise besiedelte Stadtbereich verödete infolge der andauernden Piratenüberfälle aufs Neue. Die Einwohner zogen sich wiederum in den gebirgigen Teil der Insel, hauptsächlich in den Ort Panagia, zurück. Die Orte im Inselinneren blühten im 16. und 17. Jahrhundert auf.

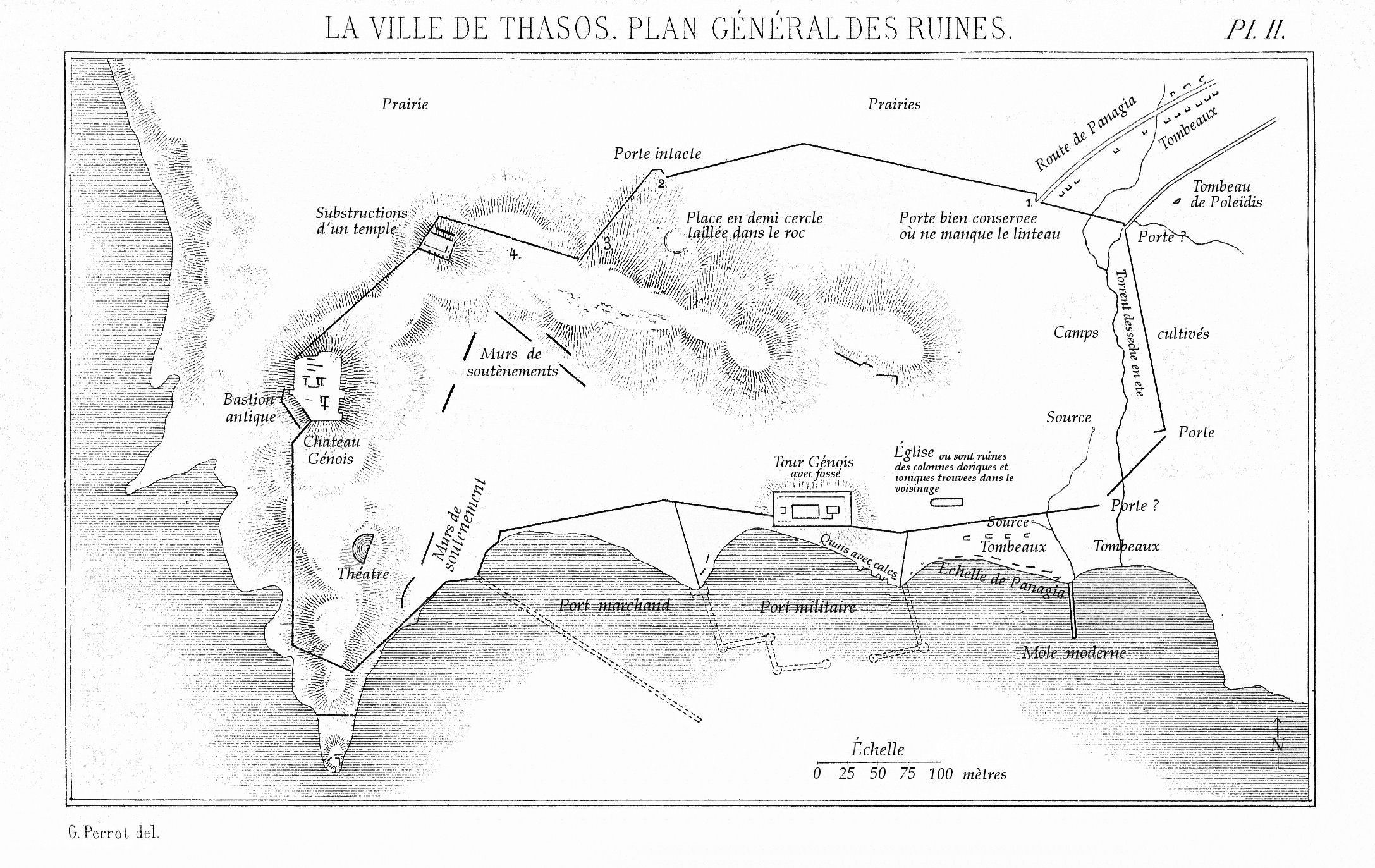
Der Stadtbereich der antiken Stadt Thasos, aufgenommen von G. Perrot im Jahre 1856

Zu Beginn des 19. Jahrhunderts schilderten die frühen Reisenden die verlassene, von Bäumen und wildem Wein überwachsene antike Stadt:

An der Anlegestelle des Ortes, genannt Palaiokastro oder Pyrgos oder Panagia oder „Osmanieh“, liegt 1828 ein einziges Haus, das der Agha  bewohnt, ein paar Hütten und ein Kramladen. Die Hafenfestung ist mit ihrem 28 m hohen Turm, den Mauern und dem Graben erhalten geblieben. Die Burg auf der Akropolis ist noch mit Schiefer gedeckt und weist zwei Türme von etwa 10 und 19 m Höhe auf. Der Bereich um die Festung ist mit Ruinen von Wohnhäusern überfüllt.
Der Reisende G. Perrot entwarf eine erste Skizze des ehemaligen Stadtbereiches mit der Lage der noch erkennbaren Bauwerke. Sie weist neben den mittelalterlichen Bauten des Schlosses auf dem Burgberg, der Hafen-Veste, der Stadtmauer und der Basilika noch das Theater und eine große Zahl von meist aus römischer Zeit stammenden Sarkophagen auf. Perrot schätzte die Einwohnerzahl auf 5.000. Alexander Conze berichtete 1858 von 6 Häusern, einigen Kaufläden oder Kaffeehäusern, von einem verfallenen Turm und einer Kirche am unbrauchbaren Hafen, auf dem Berg die Ruinen einer Befestigung mit zwei Türmen. Der Ort wurde hier erstmals mit der Limenas, der Hafen (ο λιμένας), der hier residierende osmanische Beamte als Mudir bezeichnet. 1897 zählte de Launay 50 Häuser. 1908 wies der Ort bereits 170 Wohnhäuser auf. Erst in der zweiten Hälfte des 19. Jahrhunderts kehrten die meisten Einwohner in den Ort zurück. In dieser Zeit erwachte das internationale Interesse an den antiken Ruinenstätten der Insel. Die Ausgrabungen der École française d’Athènes waren für den Ort Limenas von großer nachhaltiger Bedeutung und führten zu einer entsprechenden Entwicklung.